# Larry Wall
Larry Wall (ur. 27 września 1954 w Los Angeles) – amerykański programista komputerowy, twórca języka skryptowego Perl oraz takich programów jak: patch, rn, metaconfig (patrz: polecenia systemu operacyjnego Unix). Jest określany jako Benevolent Dictator for Life projektu Perl.

## Życiorys
Larry dorastał w Los Angeles oraz Bremerton. W 1976 rozpoczął studia na uniwersytecie w Seattle (Seattle Pacific University). Po studiach pracował m.in. dla NASA w Jet Propulsion Laboratory.

## Życie prywatne
Jego żoną jest Gloria Wall. Ma czworo dzieci. Przeszedł przeszczep rogówki. Jest wierzącym chrześcijaninem – należy do Kościoła Nazarejczyka.